# Bemba jezik (kinyabemba)
Bemba jezik (kinyabemba; ISO 639-3: bmy), jezik u Demokratskoj Republici Kongo u provinciji Kivu-Sud. Ne smije se brkati s drugim bemba jezikom (ichibemba) iz Zambije, kao ni jezikom bembe. Bemba je neklasificirani jezik unutar porodice bantu kojim govori preko 295 000 ljudi (2000 WCD).

## Vanjske poveznice
- Ethnologue (14th)
- Ethnologue (15th)